# Аванс
Ава́нс (фр. avance — опережение) или предоплата — некоторая денежная сумма или другая имущественная ценность, которую при наличии двух встречных обязательств одна из сторон передаёт другой в исполнение своего обязательства до начала исполнения встречного обязательства.
Аванс не следует путать с задатком. Эти термины обозначают различные по своему существу юридические действия, хотя и имеющие общие признаки и влекущие частично совпадающие последствия. Различие заключается в том, что при неисполнении договора сторона, ответственная за нарушение, теряет задаток (если ответственен получатель задатка, он возвращает его в двойном размере). К авансу такое правило не применяется. Кроме того, в отличие от задатка, аванс передаётся только в качестве исполнения обязательства, но не как форма обеспечения договора.
Аванс обязателен при поставках на условиях кредита, обычно составляет 10-40 % стоимости контракта и засчитывается при окончательных расчетах; 100%-й аванс применяется редко.
При неисполнении обязательств аванс подлежит возврату. При крупных контрактах возврат аванса обеспечивается банковской гарантией.
Аванс, как и задаток, служит доказательством заключения договора, но, в отличие от задатка, не является способом обеспечения его реального исполнения, поскольку при неисполнении обязательства он подлежит возврату и не более того.
Поэтому всякий предварительный платеж считается авансом, если в письменном соглашении сторон договора прямо не указано, что этот платеж является задатком.
В международной торговле дорогостоящим оборудованием, сельскохозяйственной продукцией довольно широко распространены покупательские авансы как форма кредитования экспортёров импортёрами. Аванс — это любой платеж, произведенный покупателем-заказчиком до отгрузки товара или оказания услуг.
Прямого определения термина «аванс» гражданское законодательство Российской Федерации не имеет. Однако его смысл может быть восстановлен из систематического толкования норм, регулирующих гражданские правоотношения. В деловой практике широко применяется выдача аванса (некоторой условной суммы, которая напрямую не зависит от количества и качества затраченного труда), а затем - заработной платы по итогам месяца.
Аванс — в гражданском праве — денежная сумма, уплачиваемая стороной договора, обязанной к денежному платежу, в счёт данного платежа, но до фактического исполнения предмета договора. Согласно пункту 3 статьи 380 Гражданский кодекс Российской Федерации, всякая предварительно уплаченная сумма признается авансом, если по поводу этой суммы в письменном соглашении не имеется прямого указания о том, что таковая является задатком. Аванс составляет часть суммы, подлежащей платежу.